# Klinisk genetik
Klinisk genetik er et medicinsk speciale, der beskæftiger sig med arvelige sygdomme, genetiske syndromer og medfødte misdannelser. Specialet omfatter diagnostik, genetisk rådgivning og udredning ved mistanke om genetisk betingede lidelser. Det spiller en central rolle i forhold til sjældne sygdomme og arvelig kræft.
Speciallæger i klinisk genetik arbejder ofte i tværfaglige teams med bl.a. onkologi, pædiatri og obstetrik. Arbejdet inkluderer DNA-analyse, kromosomundersøgelser, opstilling af stamtræer og vurdering af arverisiko for både patienter og pårørende.